# أوسكار جنسن
أوسكار جنسن (بالسويدية: Oscar Jensen)‏ (و. 1982  م) هو لاعب كرة يد، من السويد.